# Harry Bunn
Harry Charles Bunn est un footballeur anglais né le 21 novembre 1992 à Oldham en Angleterre. Il évolue au poste d'attaquant. Il joue pour Scunthorpe United depuis 2021.

## Biographie
Le 20 janvier 2014, il rejoint le club d'Huddersfield Town.
Le 4 août 2017, il est prêté à Bury.
Le 28 août 2018, il est prêté à Southend United.
Le 15 janvier 2020, il rejoint Kilmarnock.
Le 23 juillet 2021, il rejoint  Scunthorpe United.